# Nuh II ibn Mansur
Abu-l-Qàssim Nuh II ibn Mansur ibn Nuh, pòstumament anomenat «al-Amir ar-Radi», ‘l'Emir Estimat’, fou un emir samànida de Transoxiana (976-997) i de Khurasan (976-992).
Era fill de Mansur I ibn Nuh que va morir el 13 de juny del 976 i el va succeir quan només tenia 13 anys sota regència de la seva mare i del visir Abu-l-Hussayn al-Utbí. L'autoritat política va passar de fet als grans caps militars com Abu-l-Hàssan Simjurí i el seu fill Abu-Alí, i els turcs Faïk, Khassa i Tash. La guerra amb els buwàyhides s'estava perdent i només la mort d'Àdud-ad-Dawla el 983 va impedir una victòria total i la conquesta del Khurasan. Abu Ali Simdjuri va conspirar amb el kan karakhànida Bughra Khan Harun amb el qual va pactar el repartiment dels dominis samànides (Abu Ali rebria els territoris del Khurasan al sud de l'Oxus). Bughra Khan va ocupar Bukharà el 992 però se'n va retirar. Nuh hi va poder tornar però ja no dominava Khurasan i només dominava la vall de Zarafshan. El 993 va cridar en ajut a Sebuktegin de Gazni, contra Abu Ali i contra Faïk. Sebuktegin i el seu fill Mahmud es va instal·lar als dominis samànides amenaçats des del nord pels karakhànides. El 996 Sebuktegin i el karakhànida Ilig Nasr van fer una aliança per la qual aquest assolia el control de la conca del Sirdarià i Sebuktegin el de Khurasan.
Nuh va morir el juliol del 997. El va succeir el seu fill Mansur II ibn Nuh.